# Təkyə
Pour les articles homonymes, voir Taka (homonymie).
Təkyə, Tekyə ou Taka est un village du district de Davachi en Azerbaïdjan. Le village fait partie de la municipalité de Çaraq (en).